# Johny Srouji
Johny Srouji (* 1964 in Haifa) ist ein israelischer Computeringenieur. Er leitete die Entwicklung des System-on-a-Chip Apple A4 bei Apple, der im iPad (2010) eingesetzt wurde.
Srouji zählt sich zu den arabischen Christen. Sein Vater hatte eine kleine Fabrik für Gussformen. Srouji schloss sein Studium am Technion mit dem Master-Abschluss ab und war danach Ingenieur im Forschungszentrum von IBM in Haifa, wo er sich mit verteilten Systemen befasste. 1993 wechselte er zu Intel, wo er sich mit Testverfahren für Chips befasste, was schon Thema seiner Master-Arbeit war. 1999 wechselte er in das Entwicklungszentrum in Austin unter Uri C. Weiser. Seit 2008 ist er bei Apple und ist zuständig für die Hardware-Entwicklung, insbesondere von Mikroprozessoren und Chipkomponenten ab dem A4.  Künftig wollte man die Chipentwicklung bei den iPads von Grund auf selbst kontrollieren. Der damalige Leiter der Hardwareentwicklung, Bob Mansfield, rekrutierte Srouji dafür, der ein Entwicklerteam aufbaute, unter anderem durch Aufkauf des Startups P. A. Semi 2008, das Erfahrung bei Chips mit geringem Stromverbrauch hatte. Unter Sroujis Leitung wurden auch die Nachfolgerarchitekturen des A4 entwickelt, wie der A7 (2013) mit Übergang zur 64-Bit-Architektur.
Im Dezember 2015 stieg er bei Apple als Senior Vice President für Hardwaretechnologien in die Geschäftsleitung auf. Gleichzeitig erhielt er Aktienoptionen im Wert von rund 10 Millionen Dollar.